# Hermine (Schiff)
Die Hermine ist ein 1904 erbauter deutscher Gaffelschoner und der einzige noch ganz aus Holz erhaltene Schiffstyp dieser Art in Deutschland. Das Schiff diente erst als Hermine, ab 1907 als Emma und ab 1934 als schwedische Wega in der Küstenschifffahrt auf Nord- und Ostsee. 1979 wurde sie in Schweden wiederentdeckt und nach Hamburg transportiert, konnte aber nicht wieder seetüchtig hergestellt werden und steht als Denkmal in einem Park in Cuxhaven.

## Bau und technische Daten
Auftraggeber der Hermine war 1904 der Fischer Hinrich Bardenhagen, der mit dem Schiff in den Küstenhandel einsteigen wollte. Noch im September des gleichen Jahres lief die Hermine auf der Behrens-Werft in Hamburg-Finkenwerder (ehemals auf dem Boden Lüneburg-Finkenwerder) vom Stapel. Wie damals üblich benannte er das Schiff nach seiner Frau.
Das Schiff vermaß 71 BRT und war über alles 35,2 Meter lang, 6,0 Meter breit und 2,3 Meter tief. Unter Segeln erreichte es eine Geschwindigkeit von 9 Knoten. Ein kleiner Dieselmotor mit 50 PS unterstützte den Segler. Die Besatzung bestand aus zwei bis drei Mann.

## Geschichte
Von 1904 bis 1907 nutzte Bardenhagen die Hermine im Küstenhandel, verkaufte sie aber nach drei Jahren und blieb an Land. Der neue Eigner gab dem Schiff den Namen seiner eigenen Frau Emma. Das Frachtschiff wurde weiterhin im Küstenhandel eingesetzt, bis er es 1934 nach Schweden verkaufte.
Hier erhielt das Schiff den Namen Wega. In der Inselwelt des Landes mit seinen vielen kleinen Häfen und ebensolchen Frachten rentierten sich kleinere Schiffe noch längere Zeit. Dabei hatte die Wega inzwischen einen Hilfsdiesel erhalten und öfters den Besitzer gewechselt. 1962 war die Wirtschaftlichkeit nicht mehr gesichert, und der inzwischen neunte Eigner, Frank Carlson, verkaufte das Schiff an einen Segelverein auf Öland.
1979 wurde der Jachtschoner in Schweden vom damaligen Schiffshistoriker und Journalisten Joachim Kaiser wiederentdeckt. Der junge Erziehungswissenschaftler Jörg W. Ziegenspeck war auf den Artikel in der Zeitschrift „Yacht“ aufmerksam geworden. Da er nach einem Segelschiff für die sozialpädagogische Gruppenarbeit suchte, initiierte er eine Spendenaktion, um den Rumpf zurück nach Deutschland transportieren zu lassen. Der erforderliche Betrag von 30.000,- DM kam zusammen, so dass Hermine, diesen ursprünglichen Namen sollte das Schiff wieder tragen, im Spätsommer 1980 im Laderaum eines Küstenmotorschiffes zurück nach Hamburg transportiert werden konnte.
Auf der Werft von Jochen Behrens in Finkenwerder wartete das Schiff auf die Konkretisierung der Pläne zur Restaurierung. Bei näheren Untersuchungen stellte man fest, dass für den originalgetreuen Wiederaufbau des hölzernen Schiffskörpers und die Rekonstruktion der Takelage erhebliche finanzielle Mittel erforderlich wären. Eine große Spendenaktion wurde zwar in Gang gesetzt, aber ein früher Wintereinbruch 1981 mit Eisgang auf der Elbe ließ die Pumpen einfrieren, der Rumpf wurde vom Eis eingedrückt, so dass das Schiff sank. An einen Wiederaufbau war nicht mehr zu denken. Taucher dichteten das Leck notdürftig ab, und das Schiff wurde gehoben. Alle Pläne zur Reaktivierung mussten aufgegeben werden. Das Schiff wurde dem Wrackmuseum in Cuxhaven geschenkt.
Hier gelang es mit Hilfe von berufsqualifizierenden Programmen des Arbeitsamtes, das Schiff als Museumsobjekt zu restaurieren. Inzwischen steht die Hermine als maritimes Denkmal in der Cuxhavener Innenstadt am Schleusenpriel und kann von außen besichtigt werden.
Im Dezember 2022 ließ die Stadt Cuxhaven die Masten und den Klüver der Hermine entfernen, weil ein Gutachten mangelnde Standsicherheit bescheinigt hat. Möglicherweise wird die Hermine abgebaut. Eine Entscheidung ist bis Januar 2024 noch nicht gefallen. Im August 2025 erscheint das Schiff endgültig dem Verfall preisgegeben zu sein. Der Rumpf weist bereits große Löcher auf.
Hermine wurde gleichwohl zur Namensgeberin des Lüneburger Vereins Jugendschoner 'Hermine' e.V., der von Jörg W. Ziegenspeck 1981 gegründet und als gemeinnütziger und besonders förderungswürdiger Träger der freien Jugendhilfe vom Kultusministerium des Landes Niedersachsen anerkannt wurde.